# Kronan VBK
Kronan Volleybollklubb grundades 1994 i Landskrona genom att en sektion av IF Kronan blev en egen klubb.
Klubbens damlag spelar sedan 2018 i division 1. Klubben har även nått framgångar på ungdomsnivå.